# Stazione di Shirakawa
La stazione di Shirakawa (白河駅?, Shirakawa-eki) è una stazione ferroviaria situata della città di Shirakawa, nella prefettura di Fukushima, ed è servita dalla linea principale Tōhoku regionale della JR East.

## Servizi ferroviari
East Japan Railway Company
■ Linea principale Tōhoku (servizi regionali)

## Struttura
La stazione è dotata di un marciapiede a isola con due binari passanti in superficie, e dispone di tornelli di accesso automatici.
| 1 | ■ Linea principale Tōhoku | per Shin-Shirakawa, Kuroiso, Utsunomiya |
| 2 | ■ Linea principale Tōhoku | per Kōriyama, Fukushima e Sendai        |

## Stazioni adiacenti
| «                       | Servizio                | »                       |
| Linea principale Tōhoku | Linea principale Tōhoku | Linea principale Tōhoku |
| ----------------------- | ----------------------- | ----------------------- |
| Shin-Shirakawa          | -                       | Kutano                  |